# Бэнкс, Джун
Джун Бэнкс (англ. June Banks, род. 4 марта 1969 года в графстве Кент, Англия) — английская снукеристка. 

## Карьера
Джун Бэнкс имеет длительную снукерную карьеру, играя на высоком уровне уже более 20 лет. Её дебют на женском чемпионате мира состоялся в 1987 году, когда она дошла до четвертьфинала. В 1995 году Бэнкс достигла своего первого финала в рамках тура WLBSA, на турнире M-Tech Ladies Classics. В 2005 Бэнкс завоевала свои первые титулы WLBSA, победив на British Open и East Anglian Championship. В обоих случаях она обыграла Риан Эванс. В 2007 Бэнкс четырежды выходила в финалы разных соревнований, но всякий раз уступала своим соперницам. В 2008 она пока в единственный раз в карьере вышла в финал чемпионата мира, где проиграла Эванс, 2:5.
С 2009 года Джун Бэнкс выступает на турнирах для ветеранов. Так, в 2009 и 2010 она становилась чемпионкой мира WLBSA в старшей возрастной категории. Вместе с тем, она по-прежнему играет и в «основной» категории на этом и остальных турнирах, и занимает сейчас 14-е место в рейтинге (её наивысший рейтинг — 2-й в сезоне 2007/08).
Ранее Бэнкс тренировалась у Терри Гриффитса.